# Phaonia hystricosternita
Phaonia hystricosternita är en tvåvingeart som beskrevs av Xue 1991. Phaonia hystricosternita ingår i släktet Phaonia och familjen husflugor.
Artens utbredningsområde är Liaoning (Kina). Inga underarter finns listade i Catalogue of Life.